# Фруэла II
Фруэла II Прокажённый (исп. Fruela II el Leproso; около 875 — 925) — король Астурии с 910 года, Галисии и Леона с 924 года.

## Биография
Фруэла II был младшим сыном короля Астурии Альфонса III. После отречения отца от престола и раздела королевства в 910 году он получил собственно Астурию. Затем, после смерти двух старших братьев Гарсии I и Ордоньо II, Фруэла вновь соединил всю страну под своим правлением, но её столицей сделал уже не Овьедо, а Леон. Однако его единовластное правление продлилось недолго, так как через несколько месяцев Фруэла II умер от проказы.
Его наследником стал сын Альфонсо Фройлас.